# Resolution 870 des UN-Sicherheitsrates
Die Resolution 870 des UN-Sicherheitsrates ist eine Resolution, die der Sicherheitsrat der Vereinten Nationen in seiner 3285. Sitzung am 1. Oktober 1993 einstimmig beschloss. Sie bekräftigte die Resolution 743 und die nachfolgenden Resolutionen betreffend die Schutztruppe der Vereinten Nationen und verlängerte das Mandat der UNPROFOR  gemäß Kapitel VII der Charta der Vereinten Nationen um einen zusätzlichen Zeitraum bis zum 5. Oktober 1993.
Der Rat bekräftigte seine Entschlossenheit, die Sicherheit der UNPROFOR und ihre Freizügigkeit für alle ihre Missionen in Bosnien und Herzegowina und Kroatien zu gewährleisten.